# Zanzibar and Pemba People's Party
Zanzibar and Pemba People's Party (ZPPP) var ett nationalistiskt afrikanskdominerat politiskt parti i Zanzibar. ZPPP styrde tillsammans med Zanzibar Nationalist Party (ZNP) i en koalitionsregering ön från 1961 till 1964. Partiet var det minsta av de tre politiska partierna på ön, ZNP, ZPPP och Afro-Shirazi Party. Genom att bilda en allians med ZNP 1961 tvingade man ASP till opposition. Deras politik var konservativ och hyste inget större agg mot den arabiska eliten, huvudsakligen beroende på att de var baserade på Pemba istället för Zanzibar.